# 2110
2110 (ММCX) е обикновена година, започваща в сряда според Григорианския календар. Тя е 2110-ата година от новата ера, сто и десетата от третото хилядолетие и първата от 2110-те.